# Тирян-Елга
Тирян-Елга (баш. Тәрәнйылға) — деревня в Туймазинском районе Республики Башкортостан Российской Федерации. Входит в состав Татар-Улкановского сельсовета. 

## География

### Географическое положение
Расстояние до:
- районного центра (Туймазы): 29 км,
- центра сельсовета (Татар-Улканово): 17 км,
- ближайшей ж/д станции (Туймазы): 29 км.

## Население
| 2002 | 2009 | 2010 |
| ---- | ---- | ---- |
| 188  | ↘170 | ↗189 |

Национальный состав
Согласно переписи 2002 года, преобладающая национальность — башкиры (74 %).